# Гранд-Айл (округ)
Гранд-Айл (англ. Grand Isle County) — округ штата Вермонт. Административный центр — Норт-Хиро.
Население — 6901 человек (2000), по численности жителей Гранд-Айл занимает 13-е место из 14 округов Вермонта. 97,41 % — белые, каждый третий имеет французское или франко-канадское происхождение, однако, 95,0 % разговаривают на английском языке в повседневном общении, французский язык для этого используют только 3,8 %.
Площадь округа Гранд-Айл составляет 505 км², из них на землю приходится 215 км² (42,5 %). Это самый маленький по территории округ штата. Округ располагается на островах озера Шамплейн и полуострове с основанием в Квебеке.
В составе округа пять городов (Норт-Хиро, Саут-Хиро, Олберг, Гранд-Айл и Айл-ла-Мотт) и одна деревня (Олберг-виллидж).